# Ambás (Grado)
San Salvador de Ambás es una parroquia del concejo de Grado, en el Principado de Asturias (España). Alberga una población de 43 habitantes (INE 2009) en 35 viviendas. Ocupa una extensión de 3,83 km².
Está situada en la zona central del concejo, a 11 km de la capital a través de la carretera AS-311. Limita al norte con la parroquia de Sorribas; al este con las de Rodiles y Rubiano; al sur con la de Santianes; y al oeste con Santa María de Villandás.
Existe una pequeña instalación artesana para la elaboración de queso de Afuega'l pitu denominada Ca Sanchu. En el cordal de La'Uprida se encuentra el antiguo Camín Real de la Mesa, que comunicaba el territorio de Salcedo con Grado.

## Historia
En época medieval hubo un monasterio benedictino (el edificio estaba en los terrenos llamados de Regalasebes), atestiguado por documentos de los siglos XI y XIII, en su mayoría donaciones de particulares al cabildo ovetense y al monasterio de Santa María de Lapedo. 
La iglesia de San Salvador de Ambás data del siglo XVIII - XIX, aunque ya existe constancia de su existencia en el año 905. Hay un documento en el que Alfonso el Magno da a la Catedral de Oviedo, en esa fecha, la iglesia de Ambás.
El templo actual consta de una sola nave, ábside cuadrado y pórtico en el frente y flanco meridional. La última restauración se efectuó en el año de 1996. Aportando una talla, en madera, de San Salvador y donada a la parroquia por su autor, ya que carecía de la imagen a la cual debe su nombre. En la parroquia se celebra con oficio religioso, las festividades de Santa Lucía, el 13 de diciembre y la Virgen del Carmen, el domingo siguiente al 15 de agosto. 
También existe una pequeña ermita en Cubia, donde es celebrada la misa con oficio religioso y la procesión de la virgen por el pueblo el día de la fiesta del pueblo, día de nuestra señora, el 15 de agosto. Consta también de una sola nave, con la virgen de madera hecha a mano, al fondo en el altar.

## Economía

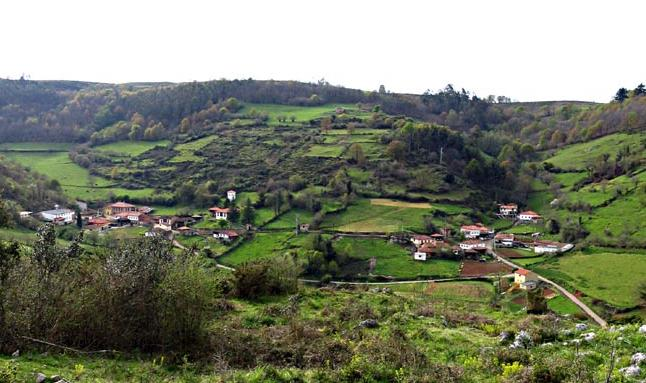
Vista de la Parroquia de Ambás (Grado).

Es un pueblo ganadero y agricultor, hoy en día con bajo rendimiento en esas labores, ya que sus pocos vecinos están casi todos jubilados. Sus terrenos están en un coto de caza y la proliferación de jabalíes amenaza todo el concejo, a pesar de las batidas de caza que se hacen todos los años. También transitan algunos corzos por los montes e incluso praderías en los alrededores del pueblo, como: Peña Aguda, el Bravo, la Reguera, el Tabazo, la Espina, el Paraxo, la Uprida y Miradorios. 
Es zona de paso de lobos, aunque no muy frecuente, alguna vez dan buenos sustos a las caballerías que están por los montes cercanos, sobre todo en época de crías.
En cuanto a la flora destacan los castaños, robles, fresnos algún pino, encinas y eucaliptos. 
Hay árboles frutales, sobre todo manzanos, algunos vecinos hacen sidra para el consumo propio y de sus amigos o visitas, que no faltan los fines de semana. 
Existen nueve hórreos, una panera y dos fuentes públicas, una en cada barrio, con lavaderos y bebederos para los animales. 

## Poblaciones
Según el nomenclátor de 2009 la parroquia está formada por las poblaciones de:
- Ambás (lugar): 18 habitantes.
- Cubia (lugar): 24 habitantes.
- Tablado (Tabláu en Asturiano) (casería): 1 habitante.